# Due fidanzati per Juliette
Due fidanzati per Juliette (L'Embarras du choix) è un film del 2017 diretta da Éric Lavaine.

## Trama
Juliette, 40 anni, ha trascorso la sua vita nell'incapace di prendere una decisione qualunque. Era ancora single e senza figli quando due uomini, Paolo e Stefano, entrano nella sua vita.